# Los Altos
Los Altos – państwo historyczne istniejące w Ameryce Środkowej w latach 1838–1840.
Niepodległą republikę Los Altos proklamowano 2 lutego 1838. 5 czerwca 1838 podpisano traktat, na mocy którego Los Altos zostało przyjęte w skład Zjednoczonych Prowincji Ameryki Środkowej, jako 6 stan. Stolicą Los Altos zostało Quetzaltenango. Jedynym prezydentem Los Altos był Marcelo Molina.
Po rozpadzie Zjednoczonych Prowincji Ameryki Środkowej w 1839 Los Altos ogłosiło niepodległość. Na początku 1840 do republiki wkroczyły wojska Gwatemali. 
2 kwietnia 1840 terytorium Los Altos podzielono pomiędzy Gwatemalę i meksykańską prowincję Chiapas.
W latach 1844, 1848 i 1849 miały miejsce bezskuteczne próby zbrojnego odzyskania niepodległości. Podczas powstania w 1848 powstańcy wyzwolili Los Altos na prawie dwa miesiące.